# William Falconer (1732–1769)
William Falconer, född den 21 februari 1732 i Edinburgh, död 1769 genom skeppsbrott, var en skotsk skald.
Falconer skildrade med åskådlighet och kraft sjölivsscener i dikten The shipwreck (1762; nya upplagor 1764 och 1872), som mottogs med mycket bifall. Falconer författade vidare den politiska satiren The demagogue (1764) samt det gedigna arbetet Universal marine dictionary (1769). Hans biografi skrevs av Carruthers 1858.